# Iphoctesis
Iphoctesis is een monotypisch geslacht van spinnen uit de  familie van de Thomisidae (krabspinnen).

## Soort
- Iphoctesis echinipes Simon, 1903